# Municipio de Ilirska Bistrica
Ilirska Bistrica es un municipio de Eslovenia, situado en el suroeste del país en la frontera con Croacia, en la región de Litoral-Carniola Interior. Su capital es Ilirska Bistrica.
En 2018 tiene 13 329 habitantes.
El municipio comprende las localidades de Bač, Brce, Dobro Polje, Dolenje pri Jelšanah, Dolnja Bitnja, Dolnji Zemon, Čelje, Fabci, Gabrk, Gornja Bitnja, Gornji Zemon, Harije, Hrušica, Huje, Ilirska Bistrica (la capital), Jablanica, Janeževo Brdo, Jasen, Jelšane, Kilovče, Knežak, Koritnice, Koseze, Kuteževo, Mala Bukovica, Male Loče, Mereče, Nova vas pri Jelšanah, Novokračine, Ostrožno Brdo, Pavlica, Podbeže, Podgrad, Podgraje, Podstenje, Podstenjšek, Podtabor, Pregarje, Prelože, Prem, Račice, Ratečevo Brdo, Rečica, Rjavče, Sabonje, Smrje, Snežnik, Soze, Starod, Studena Gora, Sušak, Šembije, Tominje, Topolc, Trpčane, Velika Bukovica, Veliko Brdo, Vrbica, Vrbovo, Zabiče, Zajelšje, Zarečica y Zarečje.